# Гравлейс, Иварс
Иварс Гравлейс (1979, Рига, Латвия) — латышский фотограф, художник.

## Биография
Родился в 1979 году в Риге. С 2000 по 2006 год обучался в пражской «Academy of Performing Arts» (FAMU).
Преподает теорию фотографии в университете Лиепая.
Живет и работает в Риге.

## Персональные выставки
- 2012 — «Riga». Karlin Studios, Прага.[1]
- 2011 — «Exhibition». Recyclart, Brussels.
- 2010 — «GAF представляет» (совм. с Ильёй Китупом, Александром Токаревым). Галерея «Paperworks», Москва.[2]
- 2010 — «Early works». Pálffyho exhibition space, photofestival «Month of Photography», Bratislava.
- 2010 — «My newspaper, 2009». V8 Gallery, Кёльн.
- 2010 — «Knedlík — Kloss — Knödel or Knedlíkové nebe» (Dumpling Heaven). NZM, Прага.
- 2010 — «The 90’s and beyond». Kunsthalle, Erfurt.
- 2010 — «Oui». Center for contemporary art «Oui», Grenoble.
- 2009 — «90’s». National Art Museum, Riga.
- 2009 — «Early works». Gallery Jeleni, Прага.
- 2009 — «Shit in art» (совм. с Авдеем Тер-Оганьяном). Галерея «36», Оломоуц.[1]
- 2009 — «See what I see». Gallery Entrance, Прага.
- 2009 — «Moje noviny»(My newspaper). Gallery NoD Box, Прага.
- 2009 — «Forevers». Kino Bio Oko, Прага.
- 2008 — «FAMU». Project space «Canteen», Andrejsala, Riga.
- 2008 — «Paní Kellerová nemá píču». Okno — NoD.Roxy, Прага.
- 2008 — «The Medium is the Message 2008» (совм. с Авдеем Тер-Оганьяном), Ateliér Josefa Sudka, Прага.
- 2007 — «Šunkový nářez» (in cooperation with A. Nikitinova). Gallery 35m2, Прага.
- 2006 — «New wave in photography». Gallery Lumen, Budapest.
- 2005 — «My photographs». Komunardu 22, Прага.
- 2005 — «My photographs». Gallery Art-Strelka, Moscow.
- 2005 — «Excuse me, could you please take a picture of me?». I.P. Pavlova, Прага.
- 2005 — «Photo album». Gallery Velryba, Прага.
- 2004 — «Photo exhibition». Gallery «Forward!», Berlin.
- 2004 — «Portfolio». Latvian Museum of Photography, Riga.

## Кураторские проекты
- 2013 — Авдей Тер-Оганьян. «Fucked or Museum of Russian Futurists. 1978-2013». Галерея «Tranzit Display», Прага.[3]